# سامو پرز
سامو پرز (انگلیسی: Samu Pérez؛ زادهٔ ۲۶ آوریل ۱۹۹۷) بازیکن فوتبال اهل اسپانیا است.